# Georg Brustad
Georg Antonius Brustad (Oslo, 23 de novembre de 1892 – Oslo, 17 de març de 1932) va ser un gimnasta i boxejador noruec que va competir a començaments del segle xx.
El 1912 va prendre part en els Jocs Olímpics d'Estocolm, on va guanyar la medalla de bronze en el concurs per equips, sistema suec del programa de gimnàstica, com a membre de l'equip noruec.
Posteriorment es dedicà a la boxa, com a boxejador, jutge i entrenador. Guanya el campionat de boxa de pes mig de Noruega el 1916 i el de pes pesat el 1917 i 1918. Va disputar 22 combats com a professional.